# Sludstrup Sogn
Sludstrup Sogn er et sogn i Slagelse-Skælskør Provsti (Roskilde Stift).
I 1800-tallet var Sludstrup Sogn anneks til Slots Bjergby Sogn. Begge sogne hørte til Slagelse Herred i Sorø Amt. Slots Bjergby-Sludstrup sognekommune blev ved kommunalreformen i 1970 indlemmet i Hashøj Kommune, der ved strukturreformen i 2007 indgik i Slagelse Kommune.
I Sludstrup Sogn ligger Sludstrup Kirke.
I sognet findes følgende autoriserede stednavne:
- Harrested (bebyggelse, ejerlav)
- Kik-op (bebyggelse)
- Munkebjerg (bebyggelse)
- Skalsbjerg (bebyggelse)
- Sludstrup (bebyggelse, ejerlav)
- Sørbylille (bebyggelse, ejerlav)